# ایجئوما اوبی
ایجئوما اوبی (انگلیسی: Ijeoma Obi؛ زادهٔ ۱ آوریل ۱۹۸۵) بازیکن فوتبال اهل نیجریه است.
وی همچنین در تیم ملی فوتبال زنان نیجریه بازی کرده‌است.